# Auralität
Mit dem Begriff der Auralität werden nach Tobias Kurwinkel und Philipp Schmerheim Wirkungsweisen des Films bezeichnet, bei denen auf den Gehörsinn gerichtete, auditive Elemente im Zusammenspiel mit visuellen Elementen eine rezeptionsleitende Rolle übernehmen. Die Auralität stellt ein Phänomen dar, welches sich überwiegend in Kinder- und Jugendfilmen findet.  
Die Orientierung am Auralen steht deshalb im Mittelpunkt der ausdrucksmittelübergreifenden Kinder- und Jugendfilmanalyse.  Aurale Struktur- und Gestaltungselemente gehen über die rein auditive Dimension des Films hinaus und meinen neben Filmmusik, Geräuschen und Dialogen auch „rhythmische Verschränkungen von Bild und Ton, Kamera- und Figurenbewegung, die ‚Metrik‘ der Montage, ‚musikalisierte‘ Montagestrukturen oder narrative Strukturen, die sich am Aufbau von Musikstücken orientieren.“

## Kindliche Filmrezeption
Der Orientierung am Auralen als Ausgangspunkt einer rezipientenorientierten Kinder- und Jugendfilmanalyse liegt die Annahme zugrunde, dass der Gehörsinn die kindliche Filmrezeption dominiert. Entwicklungspsychologische Studien lassen dies vermuten. Da die visuellen Wahrnehmungsleitungen erst im etwa zehnten Lebensjahr vollständig ausgebildet sind,  nimmt bis dahin das Gehör eine zentrale Rolle bei der Wahrnehmung ein. Dieses ist schon im vorgeburtlichen Stadium funktionstüchtig. 
Filme werden von Kindern und Jugendlichen emotional und erlebnisorientiert wahrgenommen:

„Ein Film wird von Kindern nicht nur gesehen, ein Film wird gehört, gespürt, schlichtweg erlebt. […] Dabei kommt bei der kindlichen Wahrnehmung von Fernsehfilmen dem Gehörsinn eine besondere Rolle zu. Geräusche, Töne und Musik werden (nicht nur von Kindern) weniger distanziert wahrgenommen als optische Reize.“

Somit verläuft Filmwahrnehmung auch über ein „gefühlshaft-zuständliches Hören“, wobei nicht nur mit den Ohren gehört wird, sondern die Schallwellen auch über Haut und Knochen gespürt werden.

## Dominanzverhältnisse von Bild und Ton
„Ton im Film kann als organisierte Form von Schallereignissen definiert werden. Unterschieden wird dabei zwischen Geräuschen (Hintergrundgeräusche wie Straßenlärm, Klappern von Schuhen, Wasserrauschen, etc.), Mono- bzw. Dialogen sowie Musik (diegetische Musik und nicht-diegetischer Score). Ihre Synthese ergibt die Klangwelt bzw. die ‚Soundscape‘ des Films, die unter Tontechnikern auch als Soundtrack bezeichnet wird.“

Die visuell vermittelten Reize der Bildspur des Films können analog dazu als organisierte Darstellung von Bewegung verstanden werden:

„Organisiert werden dabei die Bewegung der (tatsächlichen oder implizierten) Kamera im Filmraum, die Bewegungen von Figuren und Gegenständen in diesem kameravermittelten Filmraum, die Eigenbewegung des kameravermittelten Filmraums sowie die Schnitte zwischen einzelnen Bildeinstellungen.“

Die Montage des Films ergibt sich aus der Abfolge und Koexistenz aller Elemente der Bild- und Tonspur und organisiert die Auralität. Dabei gehen Bild und Ton im Film verschiedene Dominanzverhältnisse ein. Neben einer gleichberechtigten Bezugnahme zwischen Bild und Ton kann die Gestaltung der Bildelemente die der Tonelemente steuern, wie beispielsweise bei Stummfilmvorführungen mit improvisierter Live-Musik. Andersherum können Elemente der Tonspur jene der Bildspur steuern. Dies ist zum Beispiel in Musikvideos oder Konzertmitschnitten, aber auch in Zeichentrick- und Animationsfilmen, bei denen zuerst die Filmmusik komponiert wird, um hinterher die Bildelemente genau auf die Musik abstimmen zu können, der Fall. Die Ausdifferenzierung der Dominanzverhältnisse muss nicht für einen gesamten Film zutreffen, sondern kann für einzelne Abschnitte unterschiedlich ausfallen. Es lassen sich diesbezüglich Intensitätsgrade der Auralität unterscheiden: Von schwacher Auralität wird gesprochen, wenn die Tonspur mit nur einer Bewegungskategorie der Bildspur synchronisiert ist. Als Beispiel hierfür sei eine Filmfigur genannt, die ein Lied singend durch eine ansonsten statische Einstellung läuft. Starke Auralität liegt hingegen vor, wenn die Tonspur mit mehr als einer Bewegungskategorie (z. B. Kamera- und Figurenbewegung) synchronisiert wird.

## Funktionen der Auralität
Wie die Filmmusik oder bestimmte Kameraeinstellungen übernimmt auch die Auralität verschiedene Funktionen für den Film und seine Rezeption. In Anlehnung an Claudia Bullerjahns Kategorisierung der Filmmusikfunktionen  werden für die Auralität narrative, strukturelle, dramaturgische und immersive Funktionen unterschieden. Alle Funktionen lassen sich getrennt untersuchen, treten im Film jedoch miteinander verschränkt auf.

### Narrative Funktionen
Wird ein Film als narrativer Text verstanden, so wird von dessen Erzählung erwartet, dass ein Zustand A – unter Voraussetzung von Schauplatz und Zeitdauer – durch die Handlung(en) einer oder mehrerer Figuren zu einem Zustand B verändert wird. Die Handlung, als Abfolge von Ereignissen (histoire), wird durch eine Abfolge von Zeichen präsentiert (discours). Auf diese Ebene der Zeichenfolge beziehen sich die narrativen Funktionen der Auralität, wenn erzählerische Bauelemente (Motiv, Stoff, Thema) oder erzählerische Mittel (Erzählperspektive, Fokalisierung) mit der Tonspur synchronisiert werden. So liegt zum Beispiel eine narrative Funktion vor, wenn der Wechsel der Fokalisierung jeweils mit einem Wechsel in der musikalischen Struktur einhergeht.

### Dramaturgische Funktionen
Zur Ebene des discours gehört auch die Dramaturgie. Die Auralität übernimmt dramaturgische Funktionen, wenn sie mit der Aktstruktur des Films oder seinen Plotpoints (nach Drehbuchautor und -Theoretiker Syd Field) korreliert. Letztere stellen wichtige Fix- und Wendepunkte im Handlungsverlauf eines Films dar, welche durch aurale Gestaltungsmittel besonders hervorgehoben werden können.

### Strukturelle Funktionen
Das Zusammenspiel von Bild- und Tonspur kann auch unabhängig von ihrer Verwendung für dramaturgische und narrative Zwecke untersucht und systematisch beschrieben werden. Bullerjahn weist der strukturellen Funktion der Filmmusik Aufgaben zu wie: Verdecken und Betonen von Schnitten, Akzentuieren bestimmter Einstellungen und das Integrieren von Bildern als wahrnehmungserleichternde Aufgabe. Bullerjahn zeigt zudem auf, dass bereits Zofia Lissa und Norbert Jürgen Schneider der Musik im Film einen formbildenden Faktor zuschrieben, beziehungsweise die Musik durch Titel- und Nachspannmusik ein Formskelett markieren könne. Die strukturelle Funktion der Auralität schließt diese Aufgaben der Musik mit ein, verweist aber darüber hinausgehend darauf, dass im Zusammenspiel von Bild- und Tonebene des Films spezifische Muster herausgebildet werden können. Diese können strukturgebend für den jeweiligen Film sein und entsprechend analysiert werden.

### Immersive Funktionen
„Wenn das Zusammenspiel zwischen visuellen und auditiven Elementen vorrangig genutzt wird, um bestimmte Wirkungen auf die Rezipienten zu erzielen und diese gleichsam in die Filmhandlung zu ziehen, betrifft dies die immersiven Funktionen des Filmtexts.“

Der Realitätsanspruch von fiktionalen Texten ist nicht, dem Rezipienten glaubhaft zu machen, die dargestellten Ereignisse existierten wirklich. Vielmehr soll die präsentierte fiktive Welt mit all ihren Figuren und Gesetzmäßigkeiten so stimmig dargestellt werden, dass es dem Rezipienten leicht fällt, in sie einzutauchen und den Filmtext dadurch als eine Möglichkeit innerhalb der filmimmanenten Realität zu akzeptieren. Immersive Effekte dienen der Identifikation mit Filmgeschehen und Figuren sowie dem Mitfiebern in bestimmten Situationen. Auralität ist zum Beispiel dann immersiv, wenn das Getrappel bei einem  Pferderennen mit dynamischen Schnitttechniken verbunden ist und dazu der Rhythmus eines rennenden Pferdes in die Filmmusik integriert wird. Dies erleichtert dem Rezipienten das Eintauchen in die dargestellte Situation und lässt ihn mit der Filmhandlung mitfiebern.